# Cratere Cohn
Cohn è un cratere sulla superficie di Venere. È dedicato all'artista australiana Ola Cohn.